# Røns kyrka
Røns kyrka (norska: Røn kirke) är en kyrkobyggnad i Vestre Slidre kommun i Innlandet fylke i Norge. Kyrkan ligger vid tätorten Røn. Runt kyrkan finns en kyrkogård. Utanför kyrkogårdens södra sida står ett kombinerat bårhus och kyrkstuga som uppfördes år 1986.

## Kyrkobyggnaden
En kyrka i Røn kan ha funnits sedan medeltiden. I påvlig nunties räkenskaps- och dagböcker från år 1327 omnämns "ecclesia de Roen cum capella" - Røn kirke med kapell. Möjligen försvann kyrkan i och med reformationen.
Nuvarande kyrka uppfördes på Røns gårds mark, togs i bruk år 1748 och invigdes 24 februari 1749. Träkyrkan består av långhus med ett smalare rakt kor i öster och en sakristia öster om koret. Vid långhusets västra kortsida finns ett vapenhus. Mitt på långhusets sadeltak står en takryttare med tornspira. Kyrkans väggar är invändigt och utvändigt klädda med stående panel.

## Inventarier
- Dopfunten i täljsten är troligen från senare delen av 1100-talet. Funten står på en fot som tillkom vid restaureringen 1963. Ett dopfuntslock av furu är möjligen från 1300-talet.
- Två kyrkklockor finns. Ena klockan är från medeltiden och den andra från år 1823.
- Orgeln är byggd 1992 av Henrik Brinck Hansen Orgelbyggeri.
- Nuvarande predikstol tillkom år 1925.